# Rohrbach Ro XI
Das Flugboot Rohrbach Ro XI Rostra entstand zum Ende der 1920er Jahre und sollte als Langstrecken-Frachter auf den transatlantischen Routen der Luft Hansa zum Einsatz kommen.

## Entwicklung
Die Ro XI entstand 1928 unter Verwendung von Baugruppen des Flugboots Robbe II, das im Herbst 1927 während eines Testfluges für eine geplante Atlantiküberquerung in Ost-West-Richtung durch eine zerborstene Luftschraube beschädigt und im Anschluss abgerüstet worden war. Von ihm wurde das Rumpfboot übernommen. Das Tragwerk war eine Neukonstruktion mit zur Erhöhung der Zuladung größerer Spannweite und höherer Flächenbelastung. Die beiden BMW-Motoren mit Luftschrauben in Druckauslegung wurden gegen zwei Gnôme-Rhône-Antriebe mit Zugpropellern ausgetauscht. Die Flugerprobung wurde bei der E-Stelle See in Travemünde durchgeführt und begann am 30. Oktober 1928. Sie verlief zufriedenstellend; lediglich das Seitenruder musste wegen unzureichender Wirksamkeit vergrößert werden. Für den Transatlantikverkehr waren neben der Frachtversion auch eine Verkehrsausführung für die Beförderung von fünf Passagieren vorgesehen, deren Reichweite allerdings durch das dadurch reduzierte Treibstoffvolumen auf 2300 km begrenzt wurde. Während der Erprobung kam es allerdings nie zu einem derartigen Umbau. Aus nicht bekannten Gründen erfolgte nach dem Ende der Tests weder eine Übergabe an die Luft Hansa noch eine Registrierung der einzigen gebauten Rostra.

## Aufbau

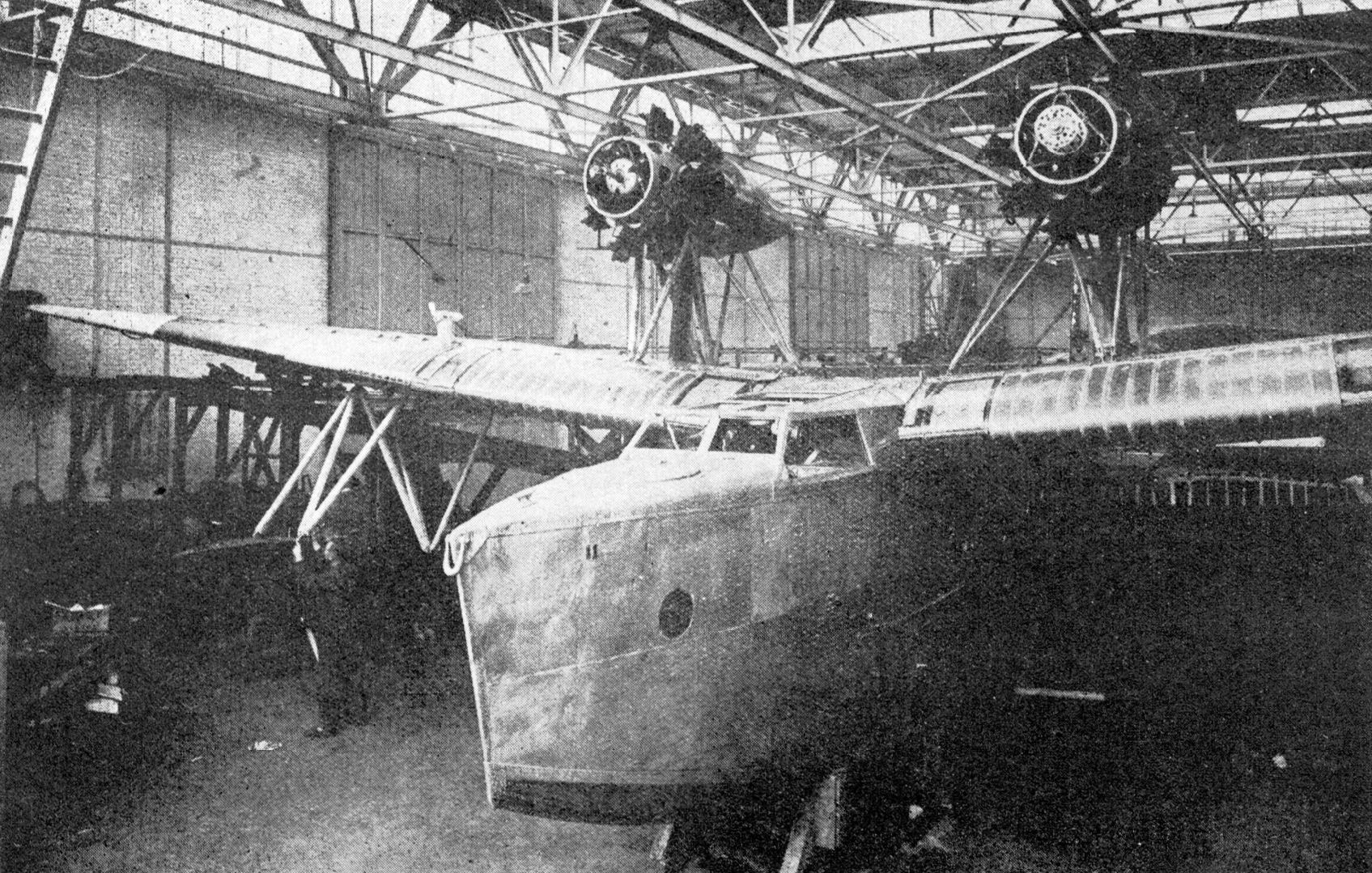
Die Ro XI im Bau

Die Ro XI ist ein freitragender Schulterdecker in Metallbauweise.
Rumpf
Das Rumpfboot ist zweistufig ausgeführt und stark gekielt. Es ist durch Schotts in mehrere Sektionen unterteilt, die dem Flugboot auch bei einem Wassereinbruch bis zu 5 m noch Schwimmfähigkeit verleihen. Die geschlossene, zweisitzige Führerkabine ist vor der Tragflügelvorderkante angeordnet. Dahinter befindet sich der mit verstärktem Boden und Zurrbeschlägen ausgerüstete Frachtraum, an den sich die Besatzungskabine für den Funker anschließt.
Tragwerk
Der Tragflügel besteht aus dem rechteckigen Mittelstück, auf dem auch die Triebwerke an Verstrebungen aufgesetzt sind, und den spitz zulaufenden, leicht gepfeilten Außenflügeln mit leichter V-Stellung, in dem die Kraftstoffbehälter untergebracht sind.
Leitwerk
Höhen- und Seitenleitwerk sind trapezförmig ausgeführt, wobei das Höhenruder spritzwassergeschützt hoch angesetzt und mit I-Stielen zum Rumpf hin abgestützt ist.
Schwimmwerk
Zur Stabilität auf dem Wasser verfügt die Rostra über zwei beidseitig unter den Außenflügeln durch Streben befestigte Stützschwimmer, die im Gegensatz zu früheren Rohrbach-Flugbooten etwas weiter vom Rumpf entfernt angeordnet sind.

## Technische Daten

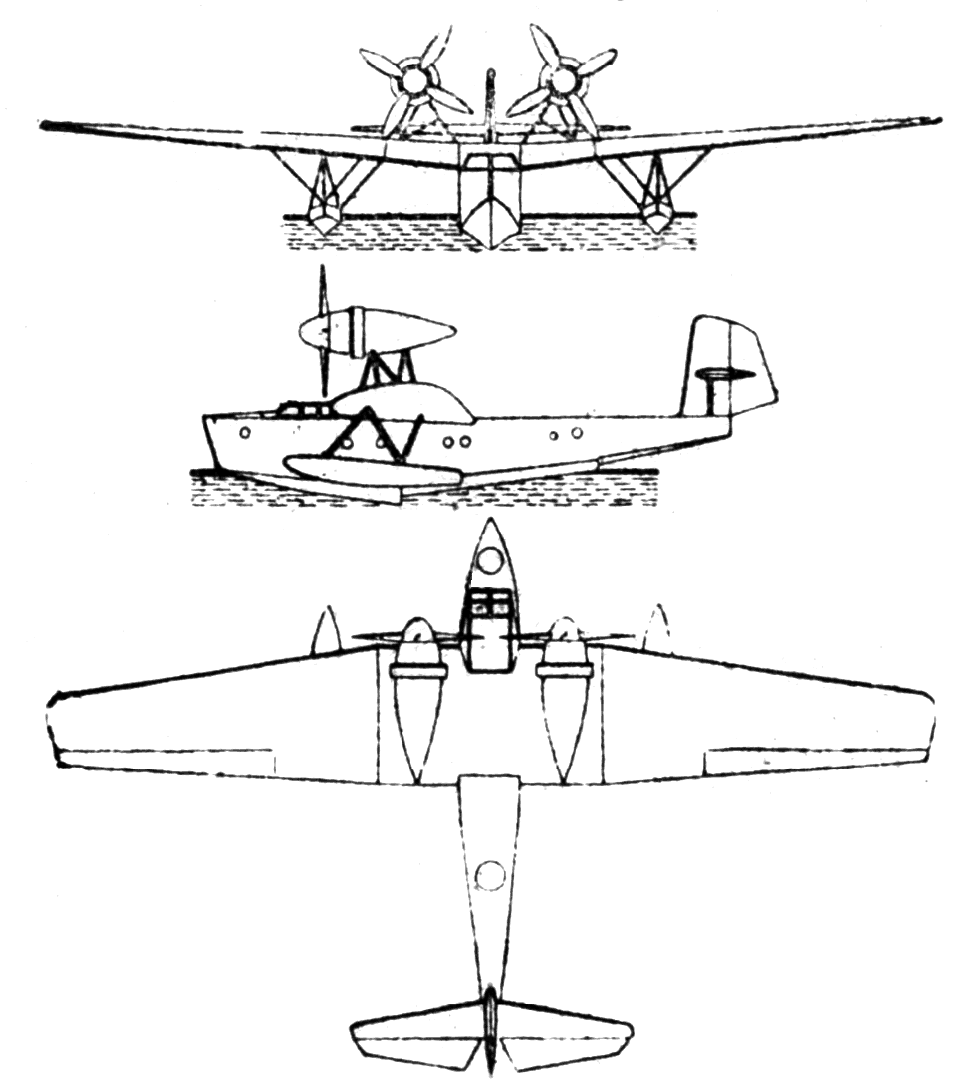
Dreiseitenansicht

| Kenngröße                   | Daten                                                                                    |
| --------------------------- | ---------------------------------------------------------------------------------------- |
| Besatzung                   | 3                                                                                        |
| Passagiere                  | 5 (optional)                                                                             |
| Spannweite                  | 26,90 m                                                                                  |
| Länge                       | 15,60 m                                                                                  |
| Höhe                        | 6,30 m                                                                                   |
| Flügelfläche                | 77,00 m²                                                                                 |
| Flächenbelastung            | 97,4 kg/m²                                                                               |
| Rüstmasse                   | 4340 kg                                                                                  |
| Zuladung                    | 4060 kg (Frachtausführung)                                                               |
| Startmasse                  | 8400 kg (Frachtausführung) 7500 kg (Passagierausführung)                                 |
| Antrieb                     | zwei luftgekühlte Neunzylinder-Viertakt-Sternmotoren mit starren Vierblatt-Luftschrauben |
| Typ                         | Gnôme-Rhône Jupiter VI 9                                                                 |
| Startleistung Dauerleistung | je 610 PS (ca. 450 kW) je 450 PS (ca. 330 kW)                                            |
| Höchstgeschwindigkeit       | 208 km/h                                                                                 |
| Reisegeschwindigkeit        | 158 km/h                                                                                 |
| Dienstgipfelhöhe            | 3000 m                                                                                   |
| Reichweite                  | 3800 km (Frachtausführung) 2300 km (Passagierausführung)                                 |
| Flugdauer                   | 23 h (Frachtausführung) 13,8 h (Passagierausführung)                                     |